# 莱基自由贸易区
尼日利亚莱基自由贸易区，是由中国铁建股份有限公司、中非发展基金有限公司、中国土木工程集团有限公司和南京江宁经济技术开发总公司组建成立的中非莱基投资有限公司，拉各斯州政府和莱基全球投资有限公司共同投资和建设的自由贸易区。位于拉各斯东南部的莱基半岛，距拉各斯市区约五十公里。
截止2021年7月，莱基自由贸易区内共注册企业161家，包含石油天然气仓储、家具制造、服装生产、贸易物流、工程建设服务、工业房地产、汽车装配、钢结构加工制造、钢管生产、日用品等行业。其中，已有91家企业（中资60家，外资31家）正式签署投资协议并建成和投产。

## 概况
莱基自由贸易区规划建设的主导产业为生产制造业与仓储物流业，以城市服务业与房地产业为支撑。
其中，生产制造业包含以装备制造、通信产品为主的高端制造业和以交通运输车辆和工程机械为主的产品装配业；仓储物流业以商贸物流为主；城市服务业以开发旅游、宾馆酒店、商业等为主。

## 规划过程
2006年4月，时任中国国家主席胡锦涛访问尼日利亚。同年11月，中非合作论坛在北京召开。胡锦涛主席与尼日利亚总统奥巴桑乔两次就莱基自由贸易区建设交换意见。
2007年3月，时任江苏省委书记李源潮到访尼日利亚，在莱基自由贸易区进行了考察。
2007年11月，中华人民共和国商务部将莱基自由贸易区批准为国家级境外经贸合作区。
2010年4月中国国家发改委批复核准境外投资。
2010年11月，中华人民共和国财政部、商务部在进行实地考察评估后，通过了第二次确认考核。

## 优惠政策
在税收方面，尼日利亚现行的关于征纳税、关税和外汇方面的法律规定不适用于莱基自由贸易区，联邦、州和地方政府的相关税收可以予以免除。区内企业用于生产的原材料、制成品、机器和设备、消费品及其他投资项目有关的物品，均免征进口关税，且不受配额限制。
在外汇方面，外资投资股本可以随时撤出，外商投资所得利润和红利可自由汇出。
在市场准入方面，区内企业生产加工的所有产品，在依据尼日利亚政府有关规定缴纳相关关税后，可在尼日利亚国内市场销售,商品关税仅按原材料价格和零部件价格计算和征收。此外，货物进出口无需办理进出口许可证。适用《非洲增长与机会法案》，区内企业对欧盟和美国进出口不受配额限制。由于尼日利亚是《洛美协定》的缔约成员国，区内企业对欧盟市场出口享受特惠关税。
在土地上，入驻企业六个月建设期间免收土地租金,并拥有土地99年使用权。
在安全问题上，区内禁止工人罢工及封闭工厂。 
此外，莱基自由贸易区内所有手续办理实行“一站式”服务。